# Drew McDermott
Drew Vincent McDermott (* 27. Dezember 1949 in Madison, Wisconsin; † 26. Mai 2022)  war ein US-amerikanischer Informatiker.

## Werdegang
McDermott studierte am Massachusetts Institute of Technology mit dem Master-Abschluss 1973 und wurde dort 1976 bei Gerald Jay Sussman promoviert (Flexibility and Efficiency in a Computer Program for Designing Circuits). Ab 1976 war er Gibbs Instructor und ab 1978 Assistant Professor an der Yale University mit einer vollen Professur seit 1984.
1987 war er Rank Xerox Lecturer an der Universität Edinburgh und 1987/88 Gastwissenschaftler am MIT.
Er war zunächst ein Anhänger der logischen Formalisierung in der Künstlichen Intelligenz und befasste sich mit nichtmonotoner Logik. 1987 formulierte er aber mit Steven Hanks eine Kritik an diesem Zugang (Yale Shooting Problem). McDermott befasste sich auch mit Robotik und automatischem Planen.
Er war Autor eines Standardwerks zur Künstlichen Intelligenz mit Eugene Charniak und befasste sich auch mit philosophischen Problem der KI.
Er war Fellow der Association for the Advancement of Artificial Intelligence (AAAI).

## Schriften
- mit Eugene Charniak, Christopher Riesbeck, James Meehan: Artificial Intelligence Programming. Lawrence Erlbaum Associates 1980, 2. Auflage 1987
- mit Eugene Charniak: Introduction to Artificial Intelligence. Reading, Mass.: Addison-Wesley 1985.
- mit Steven Hanks: Nonmonotonic logic and temporal projection, Artificial Intelligence, Band 33, 1987, S. 379–412
- A critique of pure reason, Computational Intelligence, Band 3, 1987, S. 151–160.
- A Heuristic Estimator for Means-Ends Analysis in Planning, in: Proc. International Conference on AI Planning Systems, 1996
- Herausgeber: 'The Planning Domain Definition Language Manual, Yale Computer Science Report 1165 (CVC Report 98–003), 1998
- Drew McDermott (1999) Using Regression-Match Graphs to Control Search in Planning, Artificial Intelligence, Band 109, 1999, S. 111–159
- Mind and Mechanism, MIT Press 2001